# 黄振隆 (新加坡)
黄振隆（英語：Desmond Ng，1987年10月5日—) 是新加坡男歌手、演员、主持人。擅长唱歌、演戏、跳舞、主持、等等。2009年以歌台歌手出道。2015年参加新传媒主办的《歌台星力量》夺得冠军并在2016年正式签约新传媒。现为新传媒旗下新艺经纪（TCA）的经纪合约男艺人。

## 早期生活
早期和王伟良是歌台拍档，也成立碰头组合，现已解散。

## 演艺生涯

### 2009年至2012年：出道、客串电影《新兵正传》
2009年，成为歌台歌手，开启他的歌唱事业。
2010年，参加第4届全球闽南语歌曲创作演唱大赛获得全球前8名。
2011年，荣获STOMP（跺脚）歌台奖《最佳新人奖》。
2012年，在梁智强导演执导的新加坡电影《新兵正传》客串新兵。

### 2013年至2015年：《歌台星力量》冠军
2013年与2014年，继续他的歌台生涯。
2015年，参加由新传媒主办的《歌台星力量》获得冠军宝座后并签约。同年，参演新传媒U频道戏剧综艺《W 计划》。

### 2016年至2018年：出演电视剧《大英雄》、《118 II》
2016年，参演新传媒8频道电视剧《大英雄》饰演陆先生，新传媒8频道电视剧《118 II》饰演萧兵。和林承泽、黄秀萍、罗翊绮共同演唱梁智强导演的电影《我们的故》主题曲。主持新传媒8频道节目《黑黑真好玩》。
2017年，主持、演戏双栖的新人黄振隆，红星大奖2017首次入围十大就得奖。同年，主持新传媒8频道节目《超人哪里找？》， 参演新传媒8频道电视剧《相信我》饰演Jeff（杰夫）。
2018年，参与主持新传媒8频道节目《翻乡找味》，主持新传媒8频道节目《新语研究所1》，主持新传媒8频道歌唱比赛节目《歌台星力量之兴旺发》，主持新传媒8频道节目《我赚到了!》。

### 2019年至2020年：出演方言剧《好世谋》、《好世谋2》
2019年，参演新传媒8频道方言剧《好世谋》饰演梅达瀚，新传媒8频道电视剧《我的左邻右里》饰演廖振雄/鸡蛋仔，新传媒8频道电视剧《老友万岁》饰演刘俊阳，主持新传媒8频道节目《新语研究所2》。
2020年，参演新传媒8频道方言剧《好世谋2》饰演梅达瀚，新传媒meWATCH网络剧《爱不止息》饰演小宇。主持新传媒8频道节目《那一段听歌的日子》。

### 2021年至今：出演电视剧《你的世界我们懂》
2021年，参演新传媒8频道电视剧《过江新娘》饰演秦胜利，新传媒8频道电视剧《邻里帮》饰演方忠诚。2022年，黄振隆出演《你的世界我们懂》饰演洪茂丹。2023年，凭借《你的世界我们懂》入围第28届红星大奖最佳男主角。此外，事隔几年，黄振隆第28届红星大奖第二度夺得“十大”。

## 音乐作品
| 发行年份 | 专辑名称                                         | 歌曲名称            | 合作艺人                                 | 备注                                                                      |
| 2016年   | 不適用                                           | 人来人往            | 不適用                                   | 电视剧《富贵平安》主题曲                                                  |
| 2016年   | 不適用                                           | 我们的回忆          | 林承泽、黄秀萍、罗翊绮                   | 电影《我们的故事》主题曲                                                  |
| 2016年   | 新传媒农历新年《群星贺岁金猴添喜庆》             | 小拜年年年喜相连    | 陈建彬、朱莉莉、皓皓、谢维娜、李宝恩     | 合辑                                                                      |
| 2017年   | 不適用                                           | 以刚克刚            | 邱锋泽                                   | 电视剧《卫国先锋》主题曲                                                  |
| 2018年   | 不適用                                           | 重新出发            | AL4HA                                    | 单曲                                                                      |
| 2018年   | 不適用                                           | 誓言                | AL4HA                                    | 电视剧《你那边怎样？我这边OK》插曲 - 新加坡篇(第8及11集)，台湾篇(第5集)。 |
| 2018年   | 不適用                                           | 烽火                | 不適用                                   | 《天之骄子》主题曲                                                        |
| 2018年   | 新传媒农历新年《群星贺岁AGOGO 阿狗狗旺旺过好年》 | 新年颂 (闽南语)     | Pornsak、陈建彬、朱莉莉、宝贝姐妹        | 合辑                                                                      |
| 2018年   | 新传媒农历新年《群星贺岁AGOGO 阿狗狗旺旺过好年》 | 小拜年              | 陈建彬、朱莉莉、皓皓、谢伟娜、李宝       | 合辑                                                                      |
| 2018年   | 新传媒农历新年《群星贺岁AGOGO 阿狗狗旺旺过好年》 | 万年红              | 陈泓宇、陈汉玮、刘子绚、罗美仪           | 合辑                                                                      |
| 2019年   | 不適用                                           | 每天为你唱歌        | 罗美仪                                   | 方言剧《好世谋》插曲                                                      |
| 2019年   | 不適用                                           | 蛋蛋歌              | 不適用                                   | 电视剧《我的左邻右里》插曲                                                |
| 2020年   | 不適用                                           | 感同身受            | 予希、AL4HA                              | 电视剧《过江新娘》插曲                                                    |
| 2020年   | 不適用                                           | 错过了遇见了        | AL4HA                                    | 单曲                                                                      |
| 2021年   | 新传媒农历新年《群星贺岁福满牛年 Moo Moo乐》     | 欢喜过新年 (闽南语) | 阳光可乐、赖怡伶、陈天文、陈丽贞、刘谦益 | 合辑                                                                      |
| 2021年   | 不適用                                           | 邻里帮              | 黄俊融、高美贵、罗美仪                   | 新传媒8频道电视剧：《邻里帮》 主题曲                                      |
| 2021年   | 不適用                                           | 你的呼唤            | AL4HA                                    | 新传媒8频道电视剧：《关键证人》 主题曲                                    |
| 2022年   | 不適用                                           | 心火                | 黄俊融                                   | 新传媒8频道电视剧：《守护星》 插曲                                        |
| 2022年   | 不適用                                           | 天使的微笑          | 铃凯                                     | 新传媒8频道电视剧：《你也可以是天使4》 主题曲                             |
| 2022年   | 不適用                                           | 愿                  | 不適用                                   | 新传媒8频道电视剧：《你也可以是天使4》 插曲                               |
| 2023年   | 不適用                                           | 平凡的我 (中文版)   | 不適用                                   | 方言剧《天公疼憨人》 主题曲                                               |
| 2023年   | 不適用                                           | 我的梦 (福建版)     | 不適用                                   | 方言剧《天公疼憨人》 主题曲                                               |
| 2023年   | 不適用                                           | 有你有我            | 不適用                                   | 新传媒8频道电视剧：《只此一家》 插曲                                      |
| 2024年   | 不適用                                           | 加成一个家          | 不適用                                   | 新传媒8频道电视剧：《异家人》 主题曲                                      |

## 影视作品

### 电视剧
| 年份   | 频道          | 剧名                 | 角色          | 性质     | 备注                        |
| 2015年 | 新传媒U频道   | W 计划               | 不適用        | 不適用   |                             |
| 2016年 | 新传媒8频道   | 大英雄               | Walter Lu     | 次要角   |                             |
| 2016年 | 新传媒8频道   | 118 II               | 萧兵          | 次要角   |                             |
| 2017年 | 新传媒8频道   | 相信我               | Jeff(杰夫)    | 次要角   |                             |
| 2019年 | 新传媒8频道   | 好世谋               | 梅达瀚        | 男配角   | 方言剧                      |
| 2019年 | 新传媒8频道   | 我的左邻右里         | 廖振雄/鸡蛋仔 | 男配角   |                             |
| 2019年 | 新传媒8频道   | 老友万岁             | 刘俊阳        | 次要角   |                             |
| 2020年 | 新传媒8频道   | 好世谋2              | 梅达瀚        | 男配角   | 方言剧                      |
| 2020年 | 新传媒meWATCH | 爱不止息             | 小宇          | 次要角   | 网络剧                      |
| 2021年 | 新传媒8频道   | 过江新娘             | 秦胜利        | 男配角   |                             |
| 2021年 | 新传媒8频道   | 邻里帮               | 方忠诚        | 特别主演 | 长寿剧                      |
| 2021年 | 新传媒8频道   | 周公讲鬼之行行都撞鬼 | 阿Oh          |          |                             |
| 2022年 | 新传媒8频道   | 守护星               | 蔡建华        | 男配角   |                             |
| 2022年 | 新传媒8频道   | 你也可以是天使4      | 周留芒        | 男配角   |                             |
| 2022年 | 新传媒8频道   | 你的世界我们懂       | 洪茂丹        | 男主角   | 提名 红星大奖2023最佳男主角 |
| 2023年 | 新传媒8频道   | 整你的人生           | 方立克        | 男配角   |                             |
| 2023年 | 新传媒8频道   | 密宅                 | 沈家豪        | 男配角   | 单元三 1988年               |
| 2023年 | 新传媒8频道   | 从零开始             | 王远          | 男主角   |                             |
| 2024   | 新传媒8频道   | 那一年的除夕夜       | Will          | 男配角   |                             |
| 2024   | 新传媒8频道   | 浴水重生             | 大壮          | 男主角   |                             |
| 2024   | 新传媒8频道   | 异家人               | 余佳毅        | 男配角   |                             |
| 2025   | 新传媒8频道   | 小娘惹之翡翠山       | 康志杰        | 男配角   | 反派                        |
| 2025   | 新传媒8频道   | 没马跑               | 赵有春        | 男配角   | 方言剧                      |
| 2025   | 新传媒8频道   | 你好，再见           | 蓝耀麟        | 男配角   |                             |

### 电影
| 年份   | 名称     | 角色   | 地区   | 性质 |
| 2012年 | 新兵正传 | 不適用 | 新加坡 | 客串 |

### 舞台剧/音乐剧
| 年份   | 名称       | 角色   | 地区   | 性质   |
| 2016年 | 歌台音乐剧 | 不適用 | 新加坡 | 不適用 |

### 节目
| 年份   | 频道        | 节目名称                      | 期数     | 性质 | 备注     |
| 2016年 | 新传媒8频道 | 黑黑真好玩                    | 全集     | 主持 | 电视节目 |
| 2016年 | 新传媒8频道 | 红星大奖2016 前奏             | 全集     | 主持 | 电视节目 |
| 2017年 | 新传媒8频道 | 超人哪里找                    | 全集     | 主持 | 电视节目 |
| 2017年 | 新传媒8频道 | 阿嬷来做饭                    | 1        | 嘉宾 | 电视节目 |
| 2017年 | 新传媒8频道 | 星期二特写-光影回音-歌台      | 第1集    | 嘉宾 | 电视节目 |
| 2018年 | 新传媒8频道 | 翻乡找味                      | 全集     | 主持 | 电视节目 |
| 2018年 | 新传媒8频道 | 新语研究所1                   | 全集     | 主持 | 电视节目 |
| 2018年 | 新传媒8频道 | 歌台星力量之兴旺发            | 全集     | 主持 | 电视节目 |
| 2018年 | 新传媒8频道 | 我赚到了!                     | 全集     | 主持 | 电视节目 |
| 2019年 | 新传媒8频道 | 新语研究所2                   | 全集     | 主持 | 电视节目 |
| 2019年 | 新传媒8频道 | 欢喜没烦恼                    | 第14集   | 嘉宾 | 电视节目 |
| 2020年 | 新传媒8频道 | 那一段听歌的日子              | 第6及7集 | 主持 | 电视节目 |
| 2020年 | YES933      | 大咖一起来                    | 1        | 嘉宾 | 电台节目 |
| 2021年 | 新传媒8频道 | 小岛国大发现                  | 全集     | 主持 | 电视节目 |
| 2021年 | 新传媒8频道 | 红星大奖2021 星光大道         | 1        | 主持 | 电视节目 |
| 2022年 | 新传媒8频道 | 红星大奖2022 幕后直击蓄势待发 | 1        | 主持 | 电视节目 |

## 奖项纪录
| 年份   | 届次                                          | 奖项                         | 作品           | 角色   | 地区   | 结果 |
| 2010年 | 第4届 全球闽南语歌曲创作演唱大赛              | 全球前8名                    | 不適用         | 不適用 | 台湾   | 獲獎 |
| 2011年 | 第5届 STOMP(跺脚)歌台奖                       | 最佳新人奖                   | 不適用         | 不適用 | 新加坡 | 獲獎 |
| 2015年 | 第1届 歌台星力量                              | 冠军                         | 不適用         | 不適用 | 新加坡 | 獲獎 |
| 2017年 | 第23届 红星大奖                               | 十大最受欢迎男艺人           | 不適用         | 不適用 | 新加坡 | 獲獎 |
| 2018年 | 第24届 红星大奖                               | 最佳主题曲                   | 以刚克刚       | 不適用 | 新加坡 | 獲獎 |
| 2019年 | 第2届 东盟加三(ASEAN+3)歌唱大赛               | 最具潜力奖                   | 不適用         | 不適用 | 越南   | 獲獎 |
| 2021年 | 第26届 红星大奖                               | 十大最受欢迎男艺人           | 不適用         | 不適用 | 新加坡 | 提名 |
| 2022年 | 第7届 薰衣草音乐奖(LAVENDER MUSIC AWARDS/LMA) | 最佳本地电视或网络剧主题曲奖 | 邻里帮         | 不適用 | 新加坡 | 提名 |
| 2022年 | 第7届 薰衣草音乐奖(LAVENDER MUSIC AWARDS/LMA) | 你的呼唤                     | 关键证人       | 不適用 | 新加坡 | 提名 |
| 2022年 | 第27届 红星大奖                               | 最佳综艺及资讯节目主持人     | 小岛国 大发现  | 不適用 | 新加坡 | 提名 |
| 2022年 | 第27届 红星大奖                               | 最佳主题曲                   | 你的呼唤       | 不適用 | 新加坡 | 提名 |
| 2023年 | 第28届 红星大奖                               | 最佳男主角                   | 你的世界我们懂 | 洪茂丹 | 新加坡 | 提名 |
| 2023年 | 第28届 红星大奖                               | 十大最受欢迎男艺人           | 不適用         | 不適用 | 新加坡 | 獲獎 |